# Championnat d'Asie féminin de basket-ball 2011
Navigation
Édition précédente Édition suivante
Le championnat d'Asie de basket-ball féminin 2011 est le 24e championnat d'Asie de basket-ball féminin organisé par la FIBA Asie. La compétition a lieu à Ōmura au Japon du 21 août au 28 août 2011. Ce championnat est qualificatif pour les Jeux olympiques d'été de 2012 de Londres.

## Classement final
- Équipe qualifiée pour les Jeux olympiques de 2012
- Équipes qualifiées pour le tournoi préolympique de basket-ball 2012

| Rang               | Équipe       | V-D |
| ------------------ | ------------ | --- |
| Médaille d'or      | Chine        | 6–1 |
| Médaille d'argent  | Corée du Sud | 6–1 |
| Médaille de bronze | Japon        | 4–3 |
| 4                  | Taïwan       | 2–5 |
| 5                  | Liban        | 2–4 |
| 6                  | Inde         | 1–5 |
| 7                  | Malaisie     | 4–2 |
| 8                  | Kazakhstan   | 4–2 |
| 9                  | Indonésie    | 4–1 |
| 10                 | Ouzbékistan  | 2–3 |
| 11                 | Singapour    | 1–4 |
| 12                 | Sri Lanka    | 0–5 |